# Namangan
Namangan est une ville d'Ouzbékistan et la capitale administrative de la province de Namangan. Elle est située à l'est du pays, sur la bordure nord de la vallée de Ferghana. Sa population s'élevait à 376 600 habitants en 1999 et à 449 200 habitants en 2011. C'est donc la deuxième ville du pays par le nombre d'habitants.

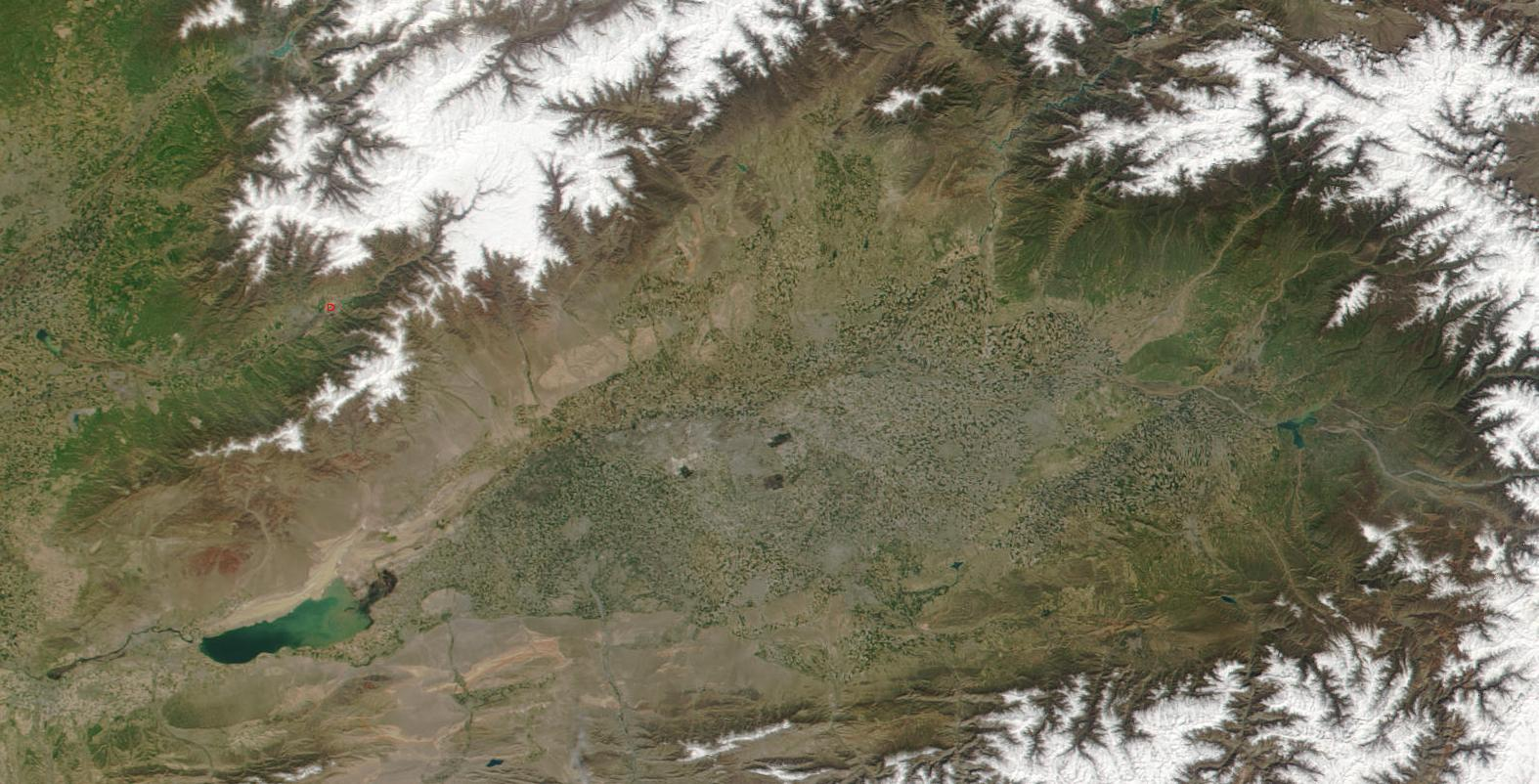
Image satellite de la vallée de Ferghana dans son environnement.

Carte de la vallée de Ferghana.

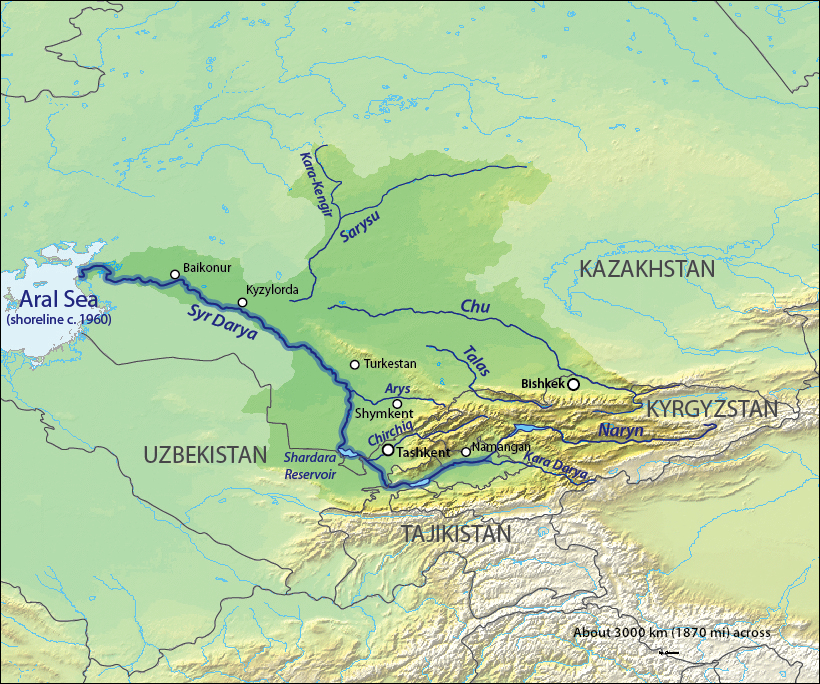
Vallée du Syr-Daria.

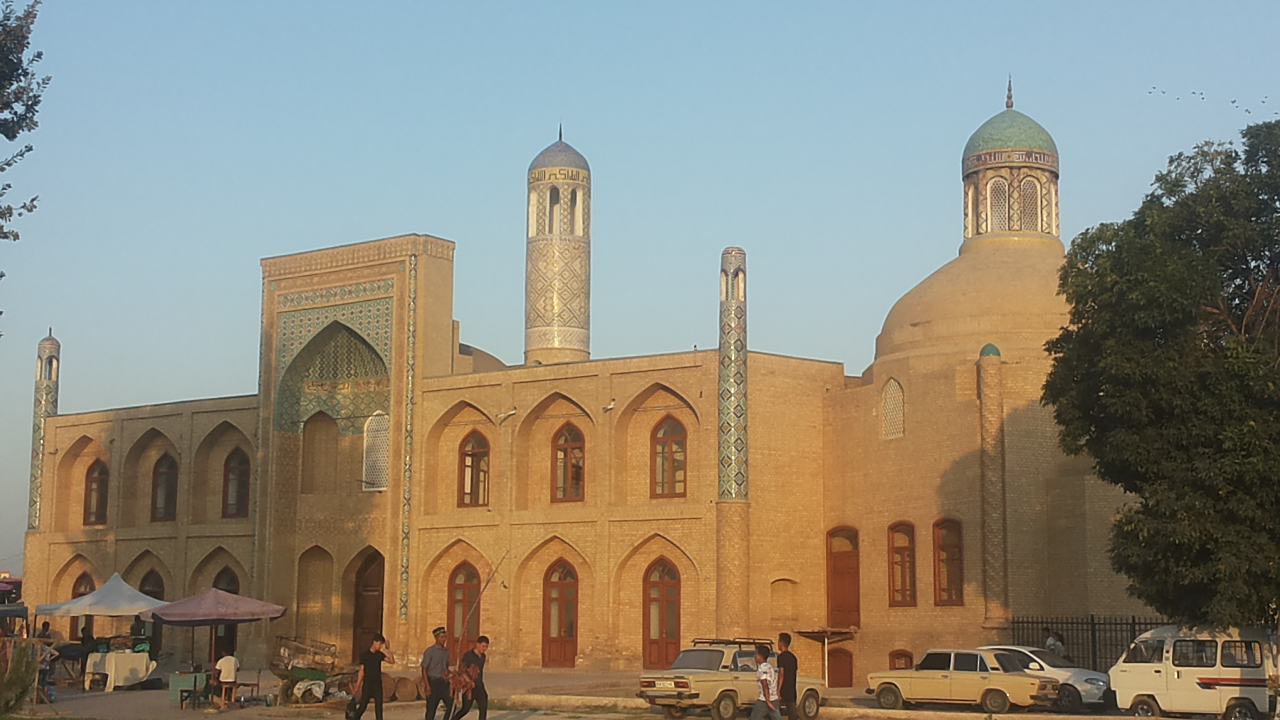
Médersa Moellah Kirigiz.

## Géographie
Les rivières Kara-Daria et Naryn s'unissent pour former le Syr-Daria à la limite méridionale de la ville.
Namangan se trouve à 202 km (293 km par la route) à l'est de Tachkent, à 61 km (67 km par la route) à l'ouest d'Andijan et à 69 km (85 km par la route) au nord de Ferghana-Marguilan.

## Histoire
De 1709 à 1876, le Khanat de Kokand constitue l'un des centres du Turkestan.
Du temps de l'Empire russe (1876-1917), la ville fait partie de l'oblast de Ferghana.
L'Autonomie de Kokand (1917-1918) dure moins que l'Autonomie d'Alash (1917-1920), mais également avec moins de victimes civiles. À partir de 1918, se constitue la République socialiste soviétique autonome du Turkestan (1918-1924), avec la figure de Mikhaïl Frounze (1885-1925).

## Population
Recensements (*) ou estimations de la population  :
| 1897*  | 1926*  | 1939*  | 1959*   | 1970*   |
| ------ | ------ | ------ | ------- | ------- |
| 62 017 | 73 400 | 80 000 | 123 467 | 175 267 |

| 1979*   | 1989*   | 1999*   | 2005    | 2011    |
| ------- | ------- | ------- | ------- | ------- |
| 226 950 | 305 585 | 382 000 | 408 500 | 449 200 |

Aujourd'hui 95 % des habitants de la ville sont d'origine ouzbèke, les russophones sont partis en masse, lorsque l'Ouzbékistan a pris son indépendance.

## Édifices
- Bazar
- Madrasa Mullo Kyrgyz (1910)
- Mosquée Ota Valikhan Tur (1915)
- Namangan Natural History Museum
- Musée d'État d'histoire et de culture de la région de Namangan
- Complexe architectural Hadja Amin Kabri (XVIIIe et XIXe siècles)
- Ruines de Akhsykent (à 25 km)

## Économie
Des champs pétrolifères ont été explorés récemment près de Namangan qui possède donc une raffinerie de pétrole.
Une importante mine d'antimoine (alliage d'acier utilisé pour fabriquer des batteries) est située juste à l'extérieur de la ville.
La culture et la transformation du coton demeurent l'activité économique majeure de la ville.
Fruits et légumes sont cultivés dans les piémonts entourant Namangan.

## Personnalités
- Mashrab (en) (Boborahim Mashrab, 1653-1711), soufi, mystique, savant, poète
- Sobir Rahmonov (1910–1990), acteur
- Usmon Nosir (en) (1912-1944), poète
- Yoqub Ahmedov (en) (1938-), acteur
- Zulayho Boyhonova (1963-), chanteuse, Artiste du peuple d'Ouzbékistan (2003).